# Економски системи
Економски системи су системи производње, распореда ресурса и дистрибуције добара и услуга унутар једног друштва или географске области. Економски системи се могу дефинисати као комбинација различитих агенција, клијената, ентитета (или чак сектора, како их неки аутори називају), који чине економску структуру једне заједницу. Као такви, економски системи су тип друштвених система. Повезан концеп је начин производње.

## Структура за доношење одлука
Структуру одлучивања једне економије одређују економско коришћење средстава за производњу, дистрибуција финалног производа (излаз) и ниво централизације у доношењу одлука. Одлуке могу доносити вијећа индустрије, владине агенције или приватни власници. Неки аспекти ових структура укључују:
- Механизам координације: како је једна информација добијена и кориштена за координацију економске активности. Два доминантна облика координације укључују планирање и тржиште; планирање може бити централизовано и децентрализовано, и оба механизма се међусобно не искључују.
- Права продуктивне имовине: ово се односи на имовину и контролу коришћења средстава за производњу. Они могу бити приватни, у државном власништву, у власништву оног који користи или заједнички.
- Подстицање система: механизми за подстицање одређених привредних субјеката да се придруже продуктивној активности; такође се може заснивати на материјалној награди (компензацији) и моралној награди (друштвеном престижу).

## Врсте социјалистичких система
Планирани системи:
- Израчунавање у натури
- Индикативно планирање
- Планирана економија
- Државни социјализам
- Тржишни системи

Тржишни социјализам:
- Социјалистичка тржишна економија
- Мутуализам (економска теорија)

## Друштвени значај
Економски систем се може сматрати дијелом друштвеног система и хијерархијски је једнак правном, политичком, културном систему итд. Најчешће постоји снажна веза између одређених идеологија, политичких система и одређених економских система. Многи економски системи имају додирне тачке у различитим областима. Постоје и различите хијерархијске категоризације које се међусобно искључују.